# 673

## Esdeveniments

### Països Catalans
- Vamba sufoca la revolta d'Hilderic i el duc Pau e la Septimània, que s'havia estès per la Narbonesa i part de la Tarraconense

### Món
- Concili de Bordeus

## Naixements
Països Catalans
Món
- Beda, monjo i historiador.

## Necrològiques
Països Catalans
Món
- Stavelot (Principat de Stavelot-Malmedy), Remacle Abat de Stavelot-Malmedy i bisbe de Maastricht